# 華山志歩
華山 志歩（はなやま しほ、2000年1月24日 - ）は、日本のタレント。元スターダストプロモーション所属。元TEAM RED、元チーム大王イカ、元3B junior。元はちみつロケット。

## 略歴

### 2011年
- 9月17日、芸能3部スクールガールブログ開始。[2]

### 2012年
- 5月12日、恵比寿LIVE GATEで行われた『目指せ東京ドーム！！がんばれ！みにちあ☆ベアーズvol.11』にて、3B junior（旧3B junior）TEAM REDのメンバーとして出演。これが初のライブ出演となる。[3]
- 8月4日、お台場で行われた『TOKYO IDOL FESTIVAL 2012』にTEAM REDのメンバーとして出演。[4][5]
- 12月2日、書泉ブックタワーにて行われた『3Bjunior BOOK 2012 winter』のイベント第1部、第2部に参加。[6]

### 2013年
- 1月5日・6日、新木場STUDIO COASTで行われた『スタダ芸能3部祭り2013』に出演。
- 1月14日、赤坂GENKI劇場で行われた『目指せ東京ドーム!! がんばれ! みにちあ☆ベアーズ vol.26』に出演。このライブをもって、3B junior（旧3B junior）は解散。
- 6月2日、お台場MEGAWEBにて行われたチームしゃちほこのイベント『チームしゃちほこ World Premium Japan Tour』にて、鈴木かのん、中村優とともに物販の売り子を担当。[7]
- 8月10日、福家書店新宿サブナード店にて行われた『3Bjunior BOOK 2013 summer ～school life～』のイベント第1部に参加。
- 11月2日、お台場にて行われたチームしゃちほこのイベント『愛のフリーライブ＠お台場 ガンダム広場』にて、中村優、小林歌穂、中山莉子とともに物販の売り子を担当。
- 11月9日、AKIBAカルチャーズ劇場で行われた『目指せ東京ドーム!! がんばれ! みにちあ☆ベアーズ vol.43』にて、チーム大王イカのメンバーとして出演。
- 12月31日、ブログにて、チーム大王イカ解散後もアイドルを目指すことを述べている。[8]

### 2014年
- 1月4日、『3Bjunior Live Final“俺の藤井”2014』（場所：群馬県・グリーンドーム前橋）に出演。このライブをもって、チーム大王イカは解散。
- 1月19日、チームしゃちほこのイベント『新春鯱祭り』（場所：東京都・ラフォーレミュージアム六本木）にて、鈴木かのんとともに物販の売り子を担当。[9]
- 3月15日・16日、『ももクロ春の一大事2014 国立競技場大会 〜NEVER ENDING ADVENTURE 夢の向こうへ〜』（場所：東京都・国立競技場）に、他の3B juniorメンバーとともに、バックダンサーとして出演。
- 7月26日・27日、『ももクロ夏のバカ騒ぎ2014 日産スタジアム大会〜桃神祭〜』（場所：神奈川県・横浜国際総合競技場）に、他の3B juniorメンバーとともに、バックダンサーとして出演。
- 11月8日、3B juniorとしてのブログ開始。[10]
- 11月24日、ももいろクローバーZのライブである「女祭り2014 ～Ristorante da MCZ」のライブビューイング「女祭り2014 メンズ限定非公式のぞき見大会『サンクチュアリ』」（場所：東京都・東京国際フォーラム）で、はちみつロケットのメンバーとして初登場した。[注 2]

### 2015年
- 1月8日、スターダストプロモーション芸能3部による、『ふじいとヨメの7日間戦争』にて、3B junior初となる単独公演『俺の3B junior in 日本青年館（スタート）』に出演。
- 6月2日、LoGiRL（ロガール）の生配信番組『川上アキラの人のふんどしでひとり相模』#11に、雨宮かのん、森青葉とともに初出演。以降、同番組に不定期で出演。
- 6月6日、3B junior第4回定例公演1部にて、フォトリポートを担当。[11]
- 10月3日、3B junior第10回定例公演2部にて、フォトリポートを担当。[12]
- 11月11日、「第3回 お茶会USTREAM」に出演。[13]
- 11月14日、3B junior第12回定例公演『季節外れのハロウィンパーティー』にて、『ドラえもん』のドラミちゃんの仮装で登場。塚本颯来のドラえもんとペアでの仮装。[14]

### 2016年
- 1月21日、『3B junior東武屋上祭り!!』にて、誕生会が行われる。披露したソロ曲は藤本美貴の「ロマンティック 浮かれモード」。[15]
- 4月6日、ニッポン放送イマジンスタジオにて行われた、はちみつロケット50番勝負のVol.3「花より団子お花見デートで浮かれ気分」をプロデュース。
- 4月9日、恵比寿クレアートにて行われた、はちみつロケット50番勝負のVol.4,5に出演。この場所は初めてライブ出演した恵比寿LIVE GATEの所在地である。[注 3]
- 5月3日、3B junior第15回定例公演1部にて、高校生組のメンバーとして「原色エモーション」を披露。
- 8月1日、代々木第一体育館にて開催された『GIRLS'FACTORY16』DAY3にて、『清塚信也のガチンコ3B junior』の公開収録を行い、ZARDの「負けないで」を披露[16]。
- 8月5日-7日、お台場にて開催された『TOKYO IDOL FESTIVAL 2016』にて、3B juniorならびにはちみつロケットのメンバーとして出演[17]。前年に開催された『TOKYO IDOL FESTIVAL 2015』では、選抜メンバーに選ばれなかったため、2012年以来4年ぶりの『TOKYO IDOL FESTIVAL』出演となる。
- 10月30日、3B junior第20回定例公演2部の「ハロウィンパーティー」では、白猫の仮装で登場。前年に引き続き、塚本颯来の黒猫とペアでの仮装。
- 12月12日-18日、3Bjunior「真冬の大決闘～クリスマスなんか大っキライ！！」および「3B juniorナイト」に出演したが、喉の不調のため初日の「3B juniorナイト」以降はダンスパフォーマンスのみでの出演となった。
- 12月31日、パシフィコ横浜国立大ホール マリンロビーで行われた「第二回 ゆく桃くる桃 〜年またぎ笑顔三昧〜」の「3B senior サロンコンサート」に出演。

### 2017年
- 1月19日、華山が表紙を飾る『3B junior 原色図鑑』発売。予約時点で完売となり、同シリーズで発売日（発送開始日）前に完売したのは、この号が初となる。[18]
- 1月21日、3B junior第22回定例公演にて、誕生会が行われる。披露したソロ曲はスマイレージの「スキちゃん」。[19]
- 4月28日、Twitter上で「華山動画日記」が始まる。[20]
- 9月30日、3B junior「秋の夜長の音ナイト」にて、葉月智子と共にMCを担当。1999年-2000年生まれの中村優、雨宮かのんと共に、当時のヒット曲「だんご3兄弟」を披露した他、3B juniorメンバー全員で演奏し、観客が合唱した「あの素晴らしい愛をもう一度」では、特技のテナーサックスを披露。
- 10月9日、虎ノ門のポニーキャニオン本社で行われた、「3B junior スタンプカード感謝祭『わたしの十八番(おはこ)んさーと！大カラオケ大会』」では、第1部でAKB48の「ハート型ウイルス」を披露。
- 11月2日、3B juniorのブログ更新200回目を達成。[21][22]
- 11月22日、Ustreamの配信番組『はちみつロケットの8時まではちロケ』にて、「華山志歩の炭水化物占い」コーナーが始まる。

### 2018年
- 1月8日、「3B junior新春特別公演 It's 賀☆SHOW TIME!!」（場所：東京都・恵比寿ザ・ガーデンホール）への出演を最後に、はちみつロケットが3B juniorから独立してグループの活動に専念する予定であったが、華山を含むメンバー5人のインフルエンザ罹患に伴い、急遽プログラム内容を変更。2月4日に改めてイベントを実施することになった。[23][24]
- 1月18日、「STARDUST PLANET プレゼンツ 3B junior@AKIBAカルチャーズ定期公演」（場所：東京都・AKIBAカルチャーズ劇場）に、3B juniorのメンバーとして出演。この劇場はかつて華山がチーム大王イカのメンバーとして出演した場所であり、ほぼ4年ぶりに同じステージに立つこととなった。
- 1月21日、はちみつロケットのリリースイベント（場所：東京都・HMV&BOOKS SHIBUYA）に出演。華山の18歳の誕生日の直前であったこともあり、店のスタッフから花がプレゼントされたことが公式Twitterにて報告された。[25]
- 2月4日、「3B junior やるっきゃないっショー」（場所：東京都・よみうりランド日テレらんらんホール）のライブをもって、はちみつロケットが3B juniorからの無期限武者修行に出たことを受け、3B juniorの所属から外れる。[26][27]
- 2月10日、はちみつロケットのオフィシャルブログ開始。[28]
- 3月7日、はちみつロケットがポニーキャニオンからメジャーデビュー。
  - オリコンデイリー CDシングルランキング（3月6日付）では、1stシングル「はちみつロケット ～黄金の七人～」が6位、2ndシングル「おかしなわたしとはちみつのきみ」が13位を獲得。
  - オリコン週間 CDシングルランキング（3月19日付）では、1stシングル「はちみつロケット ～黄金の七人～」が9位、2ndシングル「おかしなわたしとはちみつのきみ」が20位を獲得。[29]
- 3月10日、はちみつロケットのリリースイベント（場所：東京都・ららぽーと豊洲）にて、高校を卒業したことを報告。
- 4月6日、ブログにて大学生になったことを報告。[30]
- 4月11日、華山個人のInstagram開設。
- 6月10日、はちみつロケットのリリースイベント（場所：東京都・ららぽーと立川立飛）にて、八代亜紀のモノマネ「八"志歩"亜紀」として登場。「雨の慕情」を披露。[31]
- 7月19日、華山を含むスターダストプラネットのアイドル77名のインタビューが収録されたムック『スターダストプラネット公式Special Book』発売。
- 7月28日、スターダストプラネットのイベント『夏S』のノンストップメドレーコーナーにて、中村優・雨宮かのん・華山志歩・小林歌穂・中山莉子の5人による『未確認中学生X』を披露。「チーム大王イカ」名義でのパフォーマンスは、2014年の解散以来、約4年半ぶりとなる。[32][33]
- 8月12日、はちみつロケットのリリースイベント（場所：東京都・ダイバーシティ東京）1部にて、再び八代亜紀のモノマネ「八"志歩"亜紀」として登場。
- 8月20日、スタプラ東京Vol.2（場所：渋谷duo MUSIC EXCHANGE）に、はちみつロケットが出演。華山は金髪ギャルの仮装で登場し、音楽ナタリーでも記事として取り上げられる。[34]
- 11月15日、『3B junior 原色図鑑 2018 NOVEMBER 華山志歩』の発送開始。同シリーズの最終号の表紙を華山が単独で飾る。[35]
- 11月27日、はちみつロケットの配信限定シングル「Naked Love」リリース。華山のソロ画像がその配信ジャケットを飾る。[36]

### 2019年
- 1月14日、スターダストプラネットの2019年新春ライブ『初S』（場所：東京都・Zepp Divercity）にて、はちみつロケットの新曲「千年ミラクル」を初披露。華山がセンターを飾る初めての曲となる。
- 1月26日、「はちみつロケット品川4番勝負」（場所：品川プリンスホテルクラブeX）の1日目第2部にて、生誕ライブ「華山志歩 birthday bash!!『華山Winter,again...』」を開催。披露したソロ曲はBuono!の「カタオモイ。」。

### 2020年
- 1月19日、スタプラアイドルフェスティバルに、はちみつロケットとして出演。
- 3月19日、公式サイトで4月26日のラストライブをもってはちみつロケット解散を報告[37]
- 4月26日、2019新型コロナウイルス感染症の蔓延により、ラストライブがネット配信となり、はちみつロケット解散。同時にスターダストプロモーションも退所。
- 12月6日、はちみつロケット解散ライブ（日テレらんらんホール）に参加。

## 人物
- 母親と一緒に原宿を歩いていたときにスカウトされたことがきっかけで、スターダストプロモーションに所属することになる[1]。
- 血液型はO型[2]。
- 3人姉妹の長女[38]。
- 趣味は、エレクトーン、音楽鑑賞[2]、食べること[10]、自己満足クッキング、知らない人の生まれた月を考えること[39]。
- 特技は中学時代に吹奏楽部で担当していたテナーサックス[10][1][40]）、早寝[39]。
- 好きな食べ物は、マンゴー、ほし梅、イチゴ[2]、わたあめ、たん塩[10]。
- 好きな色は、ピンク・赤・黒[2]。
- 好きな四字熟語は、『一所懸命』[41]。
- チーム大王イカ時代のキャッチフレーズは「チーム大王イカのおっちょこちょいなお菓子モンスター」[42]。
- 尊敬する人は、私立恵比寿中学の真山りか[43]。
- チームしゃちほこの伊藤千由李推し（現在は卒業）[44][注 4]。

## 出演
※グループとしての出演および作品は、「チーム大王イカ」、「3B junior」、「はちみつロケット」の項を参照のこと。本項目では単独出演のみ

### テレビ
- 清塚信也のガチンコ3B junior（フジテレビNEXT）
  - 『#5』（2016年8月1日放送） - ZARDの「負けないで」を披露
  - 『#7』（2016年10月20日放送） - 児島未散の「学園祭」を披露
  - 『#12』（2017年3月30日放送） - 木之内みどりの「学生通り」を披露
  - 『#22』（2017年11月15日放送） - オフコースの「僕の贈り物」を披露

### ラジオ
- ナガオカ×スクランブル（CBCラジオ、2018年3月1日放送） - 雨宮かのんと共に出演
- OH！MY MORNING（Radio NEO、2018年3月2日放送） - 雨宮かのんと共に出演
- Music Bit（FM OH!、2018年3月5日放送） - 雨宮かのんと共に出演
- ザ・ヒットスタジオ（MBSラジオ、2018年3月8日放送） - 雨宮かのんと共に出演
- おたふねお。（Radio NEO、2018年3月9日放送） - 雨宮かのんと共に出演
- おねだりミュージック・アワー（@FM、2018年3月10日放送） - 雨宮かのんと共に出演
- 何でも聞かせてDX（@FM、2018年3月19日深夜放送） - 雨宮かのんと共に出演

### インターネットメディア
- お茶会UST - 店員役 （Ustreamの3B junior公式チャンネル「SANBEETV」、2015年11月3日 - 不定期配信)

| # | サブタイトル                                                                    | 配信日         | ゲスト                                                 | 備考      |
| - | ------------------------------------------------------------------------------- | -------------- | ------------------------------------------------------ | --------- |
| 1 | お茶会UST〜3Bjr第11回定例公演 in 西武園ゆうえんち「波のプール」第1部 2015.10.25 | 2015年11月3日  | 内藤るな・栗本柚希・中村優・うらん                     | 動画 記事 |
| 2 | お茶会UST〜俺の3Bjr in 日本青年館（2015.1.10）                                  | 2015年11月8日  | 奥澤レイナ・葉月智子・高井千帆・小田垣陽菜・森青葉     | 動画      |
| 3 | お茶会UST〜ポッキーの日                                                         | 2015年11月11日 | 内山あみ・雨宮かのん・愛来・斎藤夏鈴                   | 動画      |
| 4 | なし                                                                            | 2015年11月18日 | 鈴木萌花・平瀬美里・澪風・栗本柚希                     | 動画      |
| 5 | なし                                                                            | 2015年11月27日 | 椎名るか・中村優・播磨怜奈・小島はな                   | 動画      |
| 6 | なし                                                                            | 2015年12月3日  | 内山あみ・内藤るな・高井千帆・平瀬美里・椎名るか       | 動画      |
| 7 | なし                                                                            | 2015年12月10日 | 塚本颯来・中村優・市川優月・中原咲耶                   | 動画      |
| 8 | お茶会USTREAM番外編 「のんびりサンタさんがやってきた」抽選会                    | 2015年12月16日 | 3B junior全員                                          | 動画      |
| 9 | はちみつロケット 2016年初お茶会USTREAM番外編＠秋葉原UDX                         | 2016年5月7日   | 雨宮かのん・澪風・公野舞華・塚本颯来・播磨怜奈・森青葉 | 動画      |

- 『川上アキラの人のふんどしでひとり相模』 （LoGiRL、2015年6月2日 - ）

| #  | サブタイトル                                       | 配信日         | 共演者（川上アキラは除く）                                                  | 備考 |
| -- | -------------------------------------------------- | -------------- | --------------------------------------------------------------------------- | ---- |
| 11 | なし                                               | 2015年6月2日   | 雨宮かのん・森青葉（はちみつロケット）                                      | 動画 |
| 28 | 東京モーターショー突撃ロケとアイスじゃんけん！     | 2015年11月10日 | 百田夏菜子・玉井詩織・佐々木彩夏・有安杏果・高城れに（ももいろクローバーZ） | 動画 |
| 29 | 3B junior華山志歩がドラミちゃんに変身！            | 2015年11月17日 | 佐々木敦規、バーチャルボーイひろし                                          | 動画 |
| 30 | ももクロあーりんが桃神祭の思い出トーク！           | 2015年11月24日 | 佐々木彩夏（ももいろクローバーZ）                                           | 動画 |
| 31 | 1月27日メジャーデビューのロッカジャポニカ登場！    | 2015年12月1日  | 内山あみ・内藤るな・高井千帆・平瀬美里・椎名るか（ロッカジャポニカ）        | 動画 |
| 37 | 高城がソロコンサートのタイトルを発表               | 2016年1月26日  | 塚本颯来（はちみつロケット）、中村優（奥澤村）                              | 動画 |
| 38 | 高城とはちみつロケットが初詣                       | 2016年2月2日   | 高城れに（ももいろクローバーZ）、澪風・森青葉（はちみつロケット）           | 動画 |
| 39 | はちみつロケットの意気込みは“ももクロより目立つ！” | 2016年2月9日   | 播磨怜奈・公野舞華・雨宮かのん（はちみつロケット）                          | 動画 |
| 40 | 高城れに＆はちロケ華山、砂町銀座商店街へ！         | 2016年2月16日  | 高城れに（ももいろクローバーZ）                                             | 動画 |
| 43 | あーりん＆はちロケ華山、ドームツアーを振り返る     | 2016年4月5日   | 佐々木彩夏（ももいろクローバーZ）                                           | 動画 |
| 58 | メインMC不在で華山志歩が登場！                     | 2016年9月6日   | 矢島・手代木（スタッフ）                                                    | 動画 |
| 61 | 玉井と3B juniorがアイドルを語る                    | 2016年9月27日  | 玉井詩織（ももいろクローバーZ）、中村優（奥澤村）                           | 動画 |

- HUSTLE PRESS
  - 『おっかけ！3B junior 華山志歩』（2016年8月14日掲載）
  - 『3B junior原色図鑑 zero 華山志歩』（2017年1月7日掲載）
  - 『おっかけ！3B junior 華山志歩』（2017年6月22日掲載）
  - 『おっかけ！3B junior 華山志歩』（2017年10月19日掲載）
  - 『U18 zero 華山志歩①』（2017年12月1日掲載）
  - 『U18 zero 華山志歩②』（2017年12月25日掲載）
  - 『U18 zero 華山志歩③』（2018年1月11日掲載）
- マイナビ進学 『運命の相手の声が聞こえる？！恋愛体験VR（男子高校生視点 ver.）by マイナビ進学』 - 雨宮かのんと共に出演

### 書籍
- 『3Bjunior BOOK 2012 winter』（東京ニュース通信社、2012年） ISBN 978-4-86336-275-8
- 『3Bjunior BOOK 2013 summer ～school life～』（東京ニュース通信社、2013年） ISBN 978-4-86336-328-1
- 『School Girls Book 2015 capital side』（東京ニュース通信社、2015年） ISBN 978-4-86336-502-5
- 『3B junior 原色図鑑』（HUSTLE PRESS）
  - 「2017 JANUARY 華山志歩」[注 5]
  - 「2018 NOVEMBER 華山志歩」
- 『U18 eve』（HUSTLE PRESS）
- 『スターダストプラネット公式Special Book』（日経BP社） ISBN 978-4-8222-9254-6